# Helmut Scherer (Kommunikationswissenschaftler)
Helmut Scherer (* 1955 in Zweibrücken) ist ein deutscher Kommunikations- und Medienwissenschaftler.

## Leben
Nach seinem Abitur studierte der im Saarland geborene Helmut Scherer in Mainz an der Johannes-Gutenberg-Universität im Hauptfach Publizistik sowie die Fächer Philosophie und Germanistik.
Helmut Scherer wirkte von 1996 bis 1999 als Professor für Kommunikationswissenschaft an der Philosophischen Fakultät I der Universität Augsburg, seit dem WS 1999/2000 bis zu seiner Emeritierung im Sommersemester 2023 als Professor für Kommunikations- und Medienwissenschaft am Institut für Journalistik und Kommunikationsforschung der Hochschule für Musik, Theater und Medien Hannover. Von 2002 bis 2010 war er mit Unterbrechungen Direktor des Instituts.
Seine Interessenschwerpunkte sind:
- Rezeptionsforschung
- Medienwirkungsforschung
- Politische Kommunikation
- Öffentlichkeit, öffentliche Meinung.

Scherers wohl wichtigster Beitrag zur kommunikationswissenschaftlichen Theorienbildung ist seine Kritik an der Theorie der Schweigespirale. Darüber hinaus gilt er als einer der profiliertesten Kenner der Nachrichtenwert-Theorie.